# Neko Nyan
是一位日本原畫家、人物設計師。知名于和劇本家丸戶史明的組合，作品《Chocolat ～maid cafe "curio"～》、《Parfait ～Chocolat second brew～》、《青空下的約定》為戲畫的主要作品，與同公司的BALDR系列並稱。

## 簡介
並沒有個人網站或網誌，而且較少出現在同人活動。曾在C71託人寄賣同人誌，其中的後記中表示其實是三姊妹共用的筆名。但在《Chocolat & Parfait Visual Fanbook》的照片中，卻是男性。
在不同的時間下繪畫同一角色，可以出現完全不同的畫風。

## 作品列表
重製版、移植版除外。
- 戲畫作品
  - V.G. Re-birth（2001年9月28日發售）
  - （2002年4月5日發售）
  - AQUA BLUE（2002年12月20日發售）
  - Chocolat ～maid cafe "curio"～（2003年4月4日發售）
  - （2004年8月27日發售）
  - Parfait ～Chocolat second brew～（2005年3月25日發售）
  - 青空下的約定（2006年3月31日發售）
  - Fossette - Cafe au Le Ciel Bleu -（2006年12月22日發售）
  - 公主大人，請手下留情！（2007年9月28日發售）
  - OTOME CRISIS（オトメクライシス）（2008年3月28日發售）
  - （2008年11月28日發售）
  - bitter smile.（2010年6月25日發售）
  - シュクレ 〜sweet and charming time for you.〜（2011年9月22日發售）
  - シロガネ×スピリッツ!（2015年3月27日發售）
  - 你的眼眸命中我心頭（2017年1月27日發售）
- Compile作品
  - 吉田學園戦記（Disc Station98#9に収録）
  - （1994年12月30日發售、Game Gear）
  - （1995年11月24日發售、Game Gear）
  - （遊戲包裝。1996年12月13日、Game Boy）
  - （1998年4月2日、SEGA Saturn）
  - （1998年11月27日、Game Boy）
  - （遊戲包裝。1999年12月3日、任天堂64）
  - （2000年9月22日、Game Boy Color）
- NEKO NEKO Software作品
  - 水色（2001年4月13日發售）
- TO BE作品
  - （2000年2月25日發售）
- 牛奶軟件作品
  - 緋之月（2003年10月24日發售）
- Escu:de作品
  - 紅蓮華 -ぐれんか-（2012年6月29日）
- プレカノ作品
  - となりに彼女のいる幸せ ～Two Farce～（2017年8月25日發售）
  - となりに彼女のいる幸せ ～Winter Guest～（2018年2月23日發售）
  - となりに彼女のいる幸せ ～Summer Surprise～（2019年4月26日發售）
  - となりに彼女のいる幸せ ～Curious Queen～（2020年5月29日發售）
  - となりに彼女のいる幸せ ～Two Farce～ セカンドサマー（2020年8月28日發售）
  - 姫宮さんはかまいたい（2022年3月25日發售）
- ENTERGRAM作品
  - となりに彼女のいる幸せ ～i fight with summer～（2022年8月26日發售）

## 外部連結
- （官方blog）